# Kháng thể IgY
Kháng thể IgY (viết tắt của Yolk Immunoglobulin – có nghĩa là kháng thể lòng đỏ trứng) là một tuýp kháng thể chủ yếu trong máu các loài chim, bò sát, cá có mang. Nó cũng được tìm thấy với hàm lượng cao trong lòng đỏ trứng gà. Giống như các loại kháng thể khác, kháng thể
IgY là một lớp protein được hình thành với hệ miễn dịch khi phản ứng lại những yếu tố bên ngoài và đặc hiệu với các yếu tố đó.
Kháng thể IgY thường bị nhầm lẫn với kháng thể IgG trong các tài liệu cũ, và đôi khi thậm chí trong các danh mục sản phẩm thương mại, sự nhầm lẫn đó gây ra bởi sự tương đồng về mặt chức năng của kháng thể IgG và kháng thể IgE ở động vật có vú. Tuy nhiên, sự nhầm lẫn này đã không còn, do kháng thể IgY khác biệt về cả cấu trúc và chức năng so với kháng thể IgG ở động vật có vú, và không phản ứng chéo với các kháng thể đối kháng với kháng thể IgG.
Do có thể nuôi gà đẻ trứng gần như là hàng ngày, lòng đỏ của trứng gà mái đã được miễn dịch có chứa hàm lượng kháng thể IgY rất cao, loài gà ngày càng trở thành một nguồn cung kháng thể IgY
phổ biến. (Thông thường, động vật có vú như thỏ và dê được tiêm kháng nguyên
thích hợp bởi nhà nghiên cứu hoặc các phòng thí nghiệm được thuê)
Loài vịt sản xuất một dạng kháng thể IgY rút gọn thường mất đi đoạn Fc. Chính vì vậy, nó không thể kết hợp với bổ thể và dễ dàng bị đại thực bào tiêu diệt. Đây có thể là nguyên nhân mà loài Vịt khó bị tiêu diệt bởi Cúm gia cầm hơn so với loài gà, tuy nhiên vẫn có thể bị nhiễm bệnh và phát tán virus một cách dễ dàng.
Kháng thể IgY cũng được tìm thấy trong loài rùa mai mềm Trung Quốc, Pelodiscus sinensis.

## Đặc điểm
Về mặt cấu trúc, kháng thể IgY tương đương với kháng thể IgG trong động vật có vú. Giống như kháng thể IgG, nó được tổng hợp từ hai chuỗi nặng và hai chuỗi nhẹ. Hai loại kháng thể này khác nhau cơ bản ở hai chuỗi nặng, tại đó chuỗi nặng trong kháng thể IgY có khối lượng phân tử khoảng 65.100 đơn vị phân tử lượng (amu), và do đó lớn hơn nhiều so với IgG. Chuỗi nhẹ trong kháng thể IgY, với khối lượng mole khoảng 18.700 amu, nhỏ hơn chuỗi nhẹ trong phân tử IgG một chút. Khối lượng mole của IgY do đó lớn hơn 167.000 amu. Độ linh hoạt của phân tử IgY kém hơn so với độ linh hoạt của kháng thể IgG.
Về mặt chức năng, kháng thể IgY có thể so sánh với kháng thể IgE, cũng như kháng thể IgG. Tuy nhiên, trái ngược với IgG, IgY không gắn với Protein A, Protein G, hoặc thụ thể tế bào Fc. Hơn nữa, kháng thể IgY không hoạt hóa hệ thống bổ thể. Cái tên IgY được đề xuất năm 1969 bởi G.A. Leslie và L.W. Clem, sau khi họ chỉ ra được sự khác biệt giữa IgY với IgG. Những tên gọi khác của IgY như IgG của gà, IgG lòng đỏ trứng, 7S-IgG.

## Ứng dụng trong phân tích hóa sinh
So với kháng thể của động vật có vú, kháng thể IgY có nhiều lợi thế hơn trong chiết xuất kháng thể đích và ứng dụng của chúng trong phân tích sinh hóa. Do kháng thể được chiết xuất từ lòng đỏ trứng gà mái đẻ, phương pháp sản xuất kháng thể không can thiệp. Do đó, không cần phải lấy máu từ động vật để chiết tách huyết thanh.
Lượng kháng thể thu được trong lòng đỏ trứng gà tăng lên đáng kể theo thời gian một con gà đẻ trứng lặp đi lặp lại. Phản ứng chéo của kháng thể IgY với protein trong động vật có vú cũng ít
hơn rõ rệt so với kháng thể IgG. Hơn nữa đáp ứng miễn dịch chống lại kháng nguyên nhất định trên loài gà thể hiện mạnh hơn trong thỏ và động vật có vú khác.
Trong số các loại kháng thể tăng lên trong quá trình đáp ứng miễn dịch, chỉ có kháng thể IgY được tìm thấy trong trứng gà. Do đó, sản xuất kháng thể từ trứng gà sẽ không bị nhiễm lẫn IgA hoặc IgM. Sản lượng kháng thể IgY từ trứng gà ngang bằng với lượng kháng thể IgG có
trong huyết thanh thỏ.
Một bất lợi của kháng thể IgY, so với kháng thể trong động vật có vú, là việc phân tách IgY từ lòng đỏ trứng khó hơn so với phân tách kháng thể IgG từ huyết thanh động vật. Khó khăn này chủ yếu là do IgY không thể được gắn với Protein A và Protein G. Do đó nó không thể phân tách khỏi các thành phần khác trong thí nghiệm, ví dụ như các protein khác. Thêm vào đó, lipid và lipoprotein trong lòng đỏ trứng cũng cần phải loại bỏ. Mặt khác, huyết thanh có chứa kháng thể đôi lúc có thể sử dụng trực tiếp cho các phân tích hóa sinh mà không cần phải qua các bước phân lập phức tạp.

## Sử dụng trong thực phẩm, y tế
Đặc biệt là ở các nước châu Á, kháng thể IgY được thử nghiệm lâm sàng như là thực phẩm chức năng và chất bảo vệ. Ví dụ, các sản phẩm có chứa kháng thể IgY đặc hiệu trên men Urease của vi khuẩn Hp (OvalgenHP), được thử nghiệm lâm sàng với khả năng làm giảm Helicobacter pylori trong dạ dày bằng cách ức chế men Urease của vi khuẩn Hp, tăng tính tổn thương màng tế bào của vi khuẩn và làm giảm khả năng bám của vi khuẩn vào niêm mạc dạ dày. Kháng thể IgY cũng được sử dụng để chống lại vi khuẩn Salmonella và các loại vi khuẩn khác như S.mutans, P.gingivalis, cũng như chống virus Cúm, vi
nấm gây bệnh. Viện nghiên cứu miễn dịch Gifu tại Nhật Bản là cơ sở sản xuất nhiều loại kháng thể IgY đặc hiệu trên các loại kháng nguyên khác nhau với tên gọi là Ovalgen (trong đó Oval là hình trứng, gen là di truyền). Hỗn hợp kháng thể IgY chống các loại virus Cúm (H1N1, H3N2, cúm B, cúm gia cần H5N1) có tên gọi Ovalgen FL được thử nghiệm tại trường Đại học Waseda, Nhật Bản cho thấy khả năng bắt giữ tới 100% virus Cúm và bất hoạt tới 99,99% virus Cúm.

## Sách tham khảo
- Rüdiger Schade, Irene Behn, Michael Erhard: Chicken Egg Yolk Antibodies, Production and Application. Springer-Verlag, Berlin 2001, ISBN 3-540-66679-6
- G.A. Leslie, L.W. Clem: Phylogeny of immunoglobulin structure and function. 3. Immunoglobulins of the chicken. In: Journal of Experimental Medicine. 130(6)/1969. Rockefeller University Press, S. 1337-1352, ISSN 0022-1007
- A. Polson, M.B. von Wechmar, M.H. van Regenmortel: Isolation of viral IgY antibodies from yolks of immunized hens. In: Immunological Communications. 9(5)/1980. Dekker New York, S. 475-493, ISSN 0090-0877
- A. Polson, M.B. von Wechmar, G. Fazakerley: Antibodies to proteins from yolk of immunized hens. In: Immunological Communications. 9(5)/1980. Dekker New York, S. 495-514, ISSN 0090-0877